# Ай-Йорі-1 (джерело)

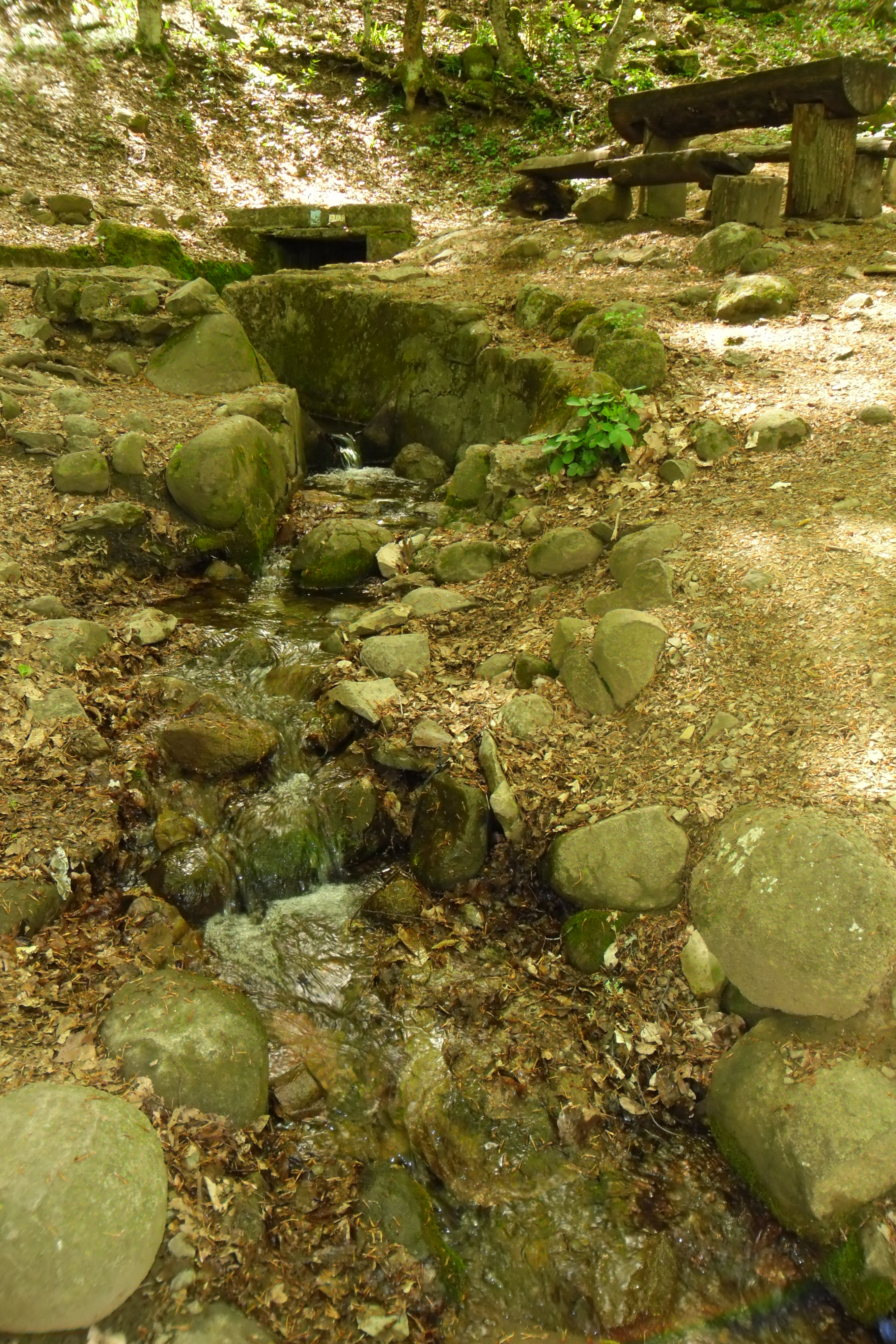
Ай-Йорі, травень 2015 р.

Ай-Йорі — джерело, розташоване поблизу Алушти (АР Крим). «Ай-Йорі» в перекладі означає «Святий Георгій». Джерело розташоване на схилах однойменної гори, що входить в гірський масив Бабуган-яйла, воно не пересихає навіть в найспекотніше літо.
Джерело розташоване на схилах однойменної гори, яка входить до гірського масиву Бабуган-яйла. Належить до басейну річки Улу-Узень. Витікає з відкладень трахітових і сланцевих щебенів, М. О. Головкінський у звіті 1892 визначив температуру води в 10,0 ° C і дебіт в 42287 відер на добу. У матеріалах Партії Кримських Водних пошуків 1916 року, джерело записане, як таке, що має два виходи води Ай-Йорі I, та Ай-Йорі IІ. Ай-Йорі I, що знаходиться в балці Мутуш на висоті 256 сажнів, середній дебет 14440 відер на добу, вода визнана придатною для пиття (сучасними методами висота над рівнем моря визначено 542 м і температура води — 10,7 °C.)
Вода джерела прісна, слабомінералізована, і вважається цілющою. До її складу входять такі мікроелементи, як берилій, ванадій, барій, флуор, цинк, стронцій, лантан, манган тощо.

## Галерея

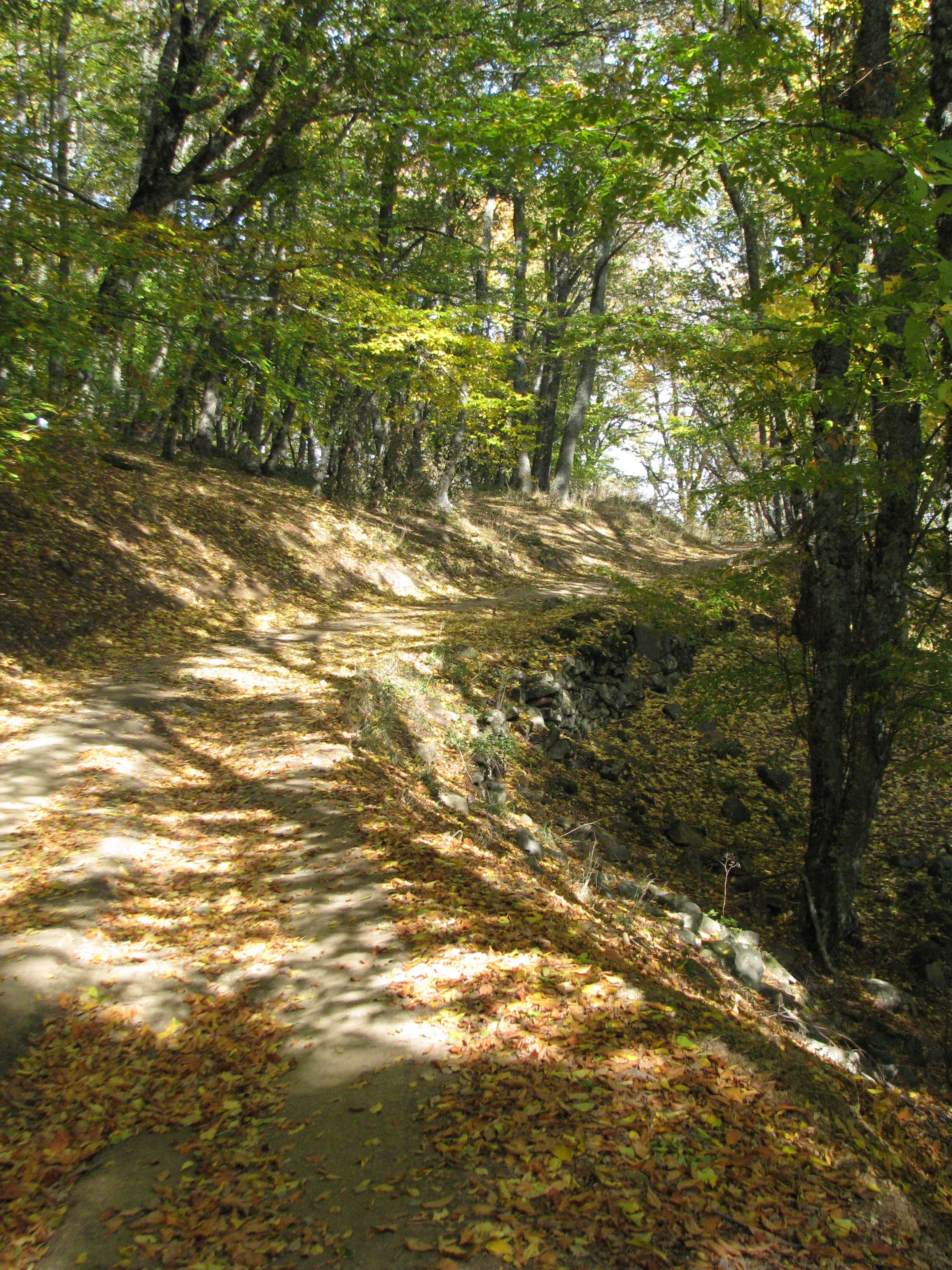
Стежка до джерела Ай-Йорі
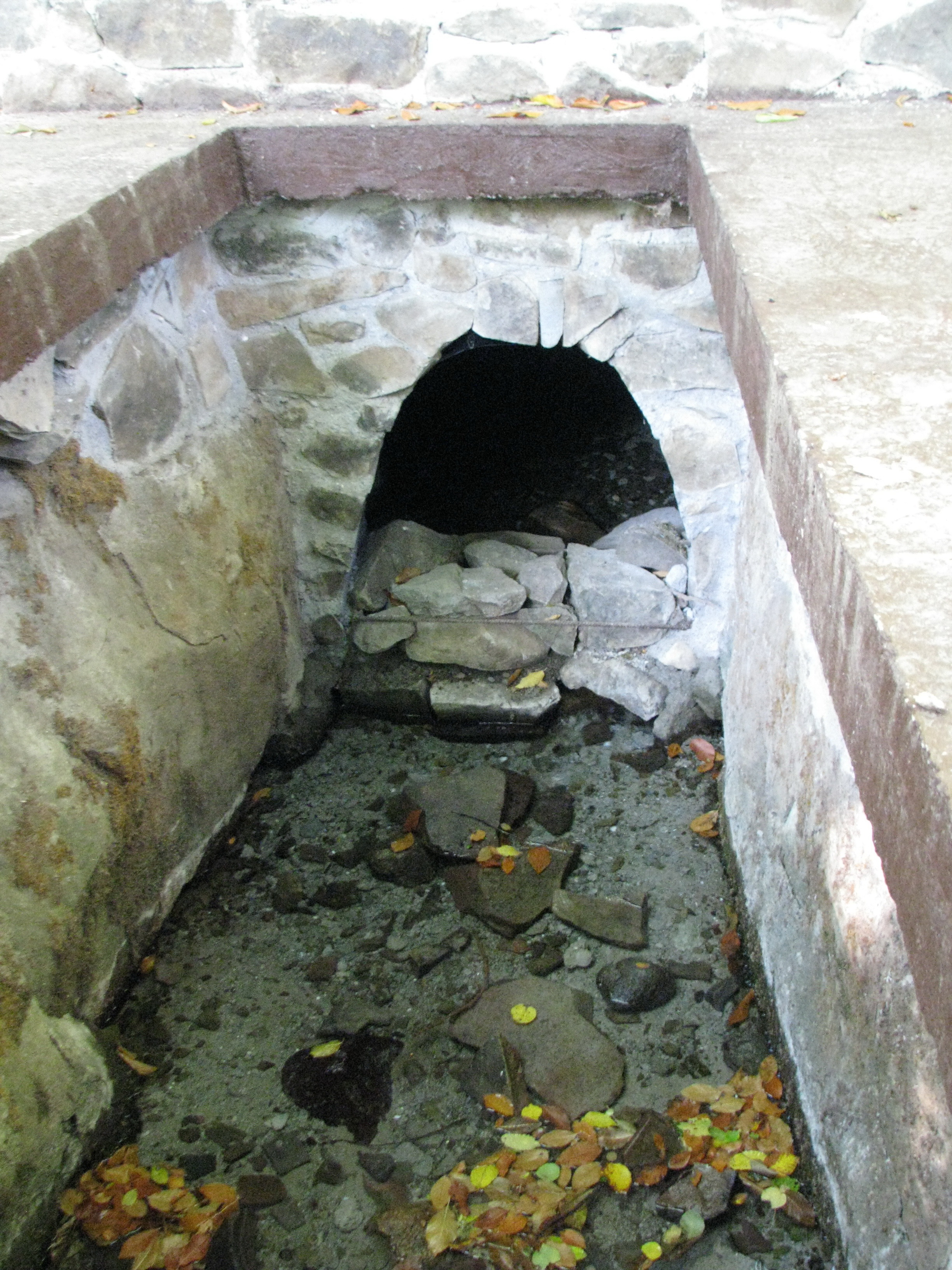
Каптаж джерела Ай-Йорі
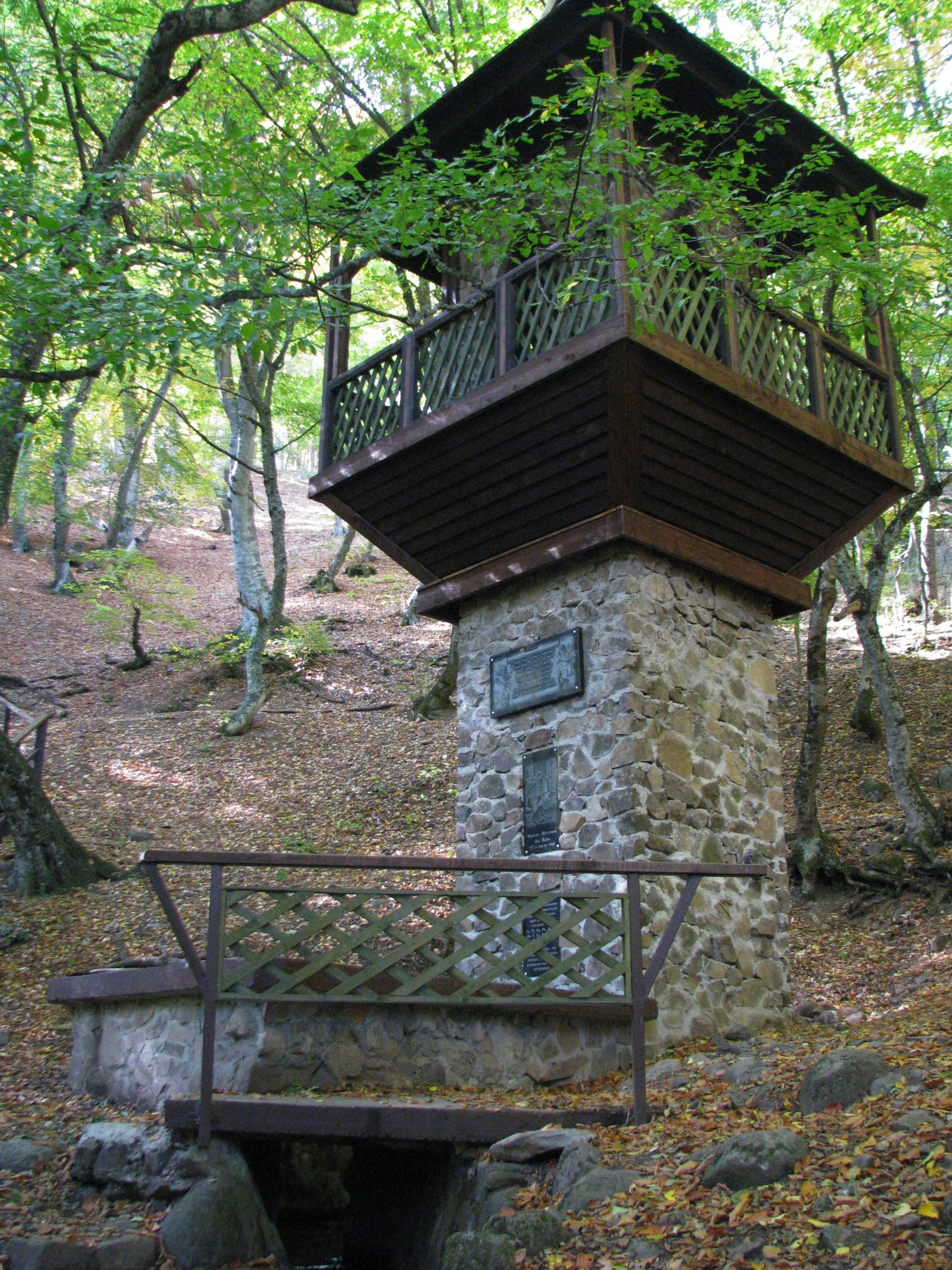
Башта над каптажем
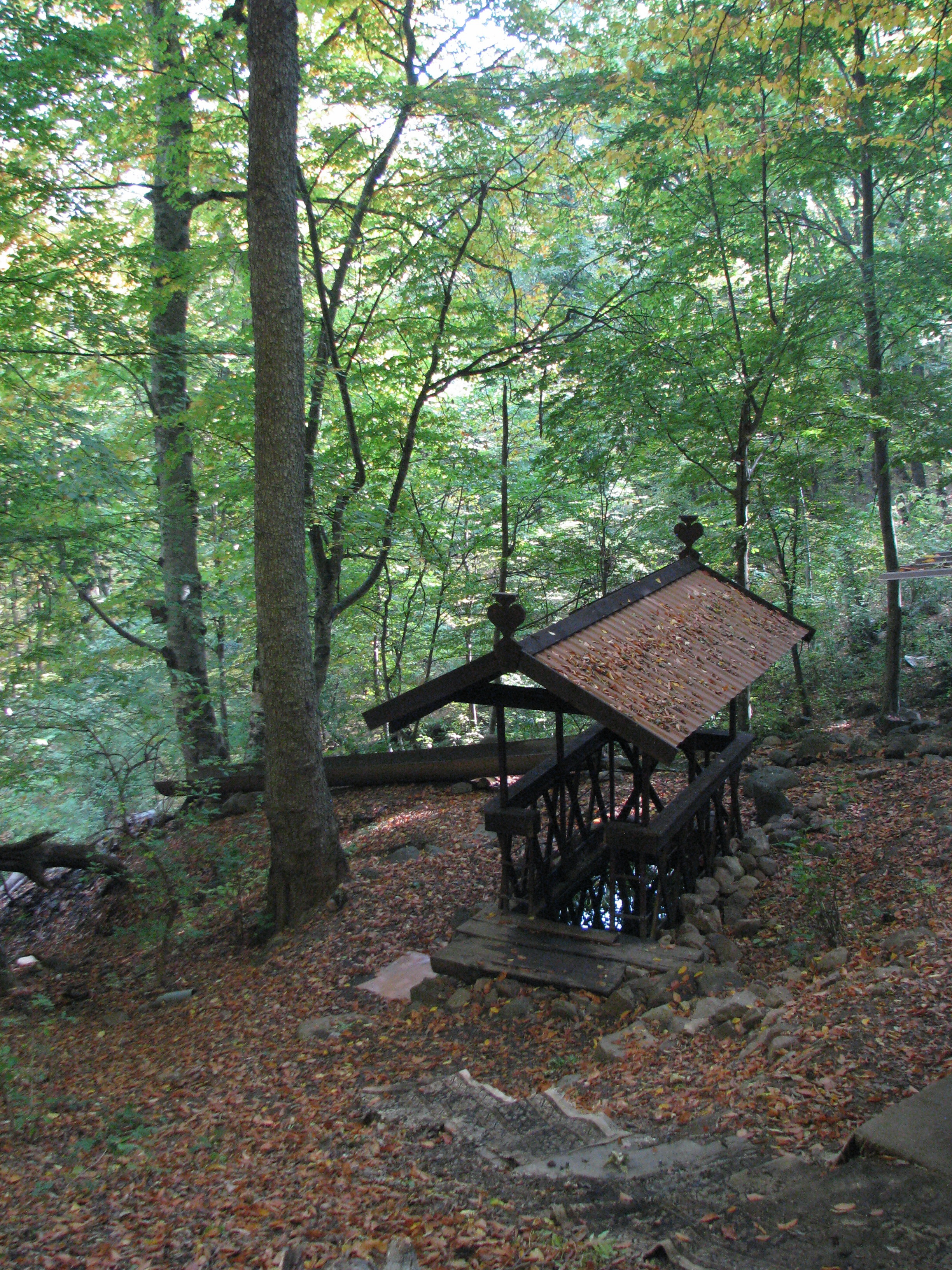
Купіль внизу по схилу

## Цікаво

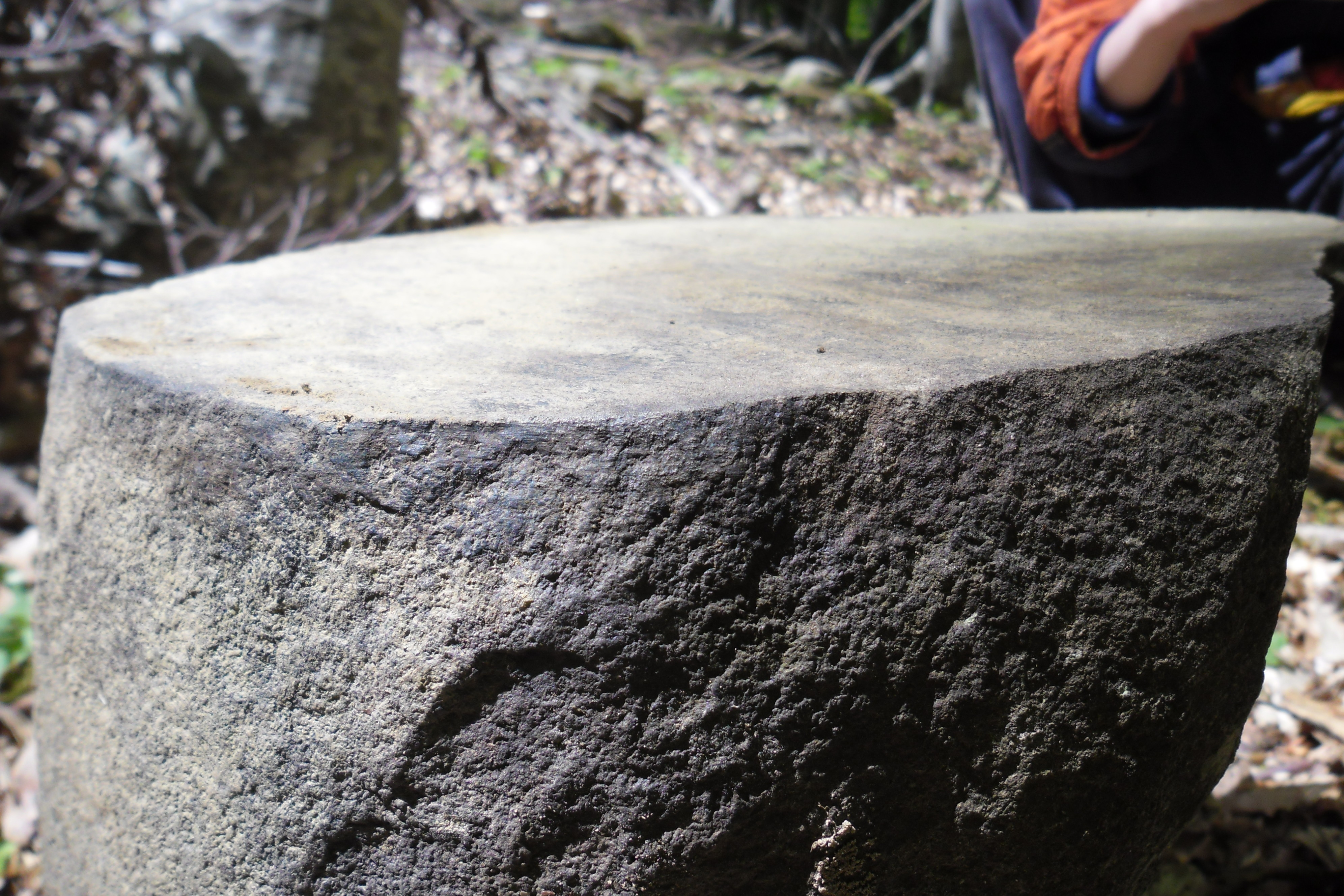
«Камінь-стіл» на стежці від джерела Ак-Чокрак до джерела Ай-Йорі, 2015 р.

На стежці від джерела Ак-Чокрак до джерела Ай-Йорі багато обкатаних валунів, що свідчить про «роботу» в далеку давнину води. На цій же стежці можна побачити «камінь-стіл», який виділяється від інших гладенькою поверхнею розколу.